# 泰州西站
泰州西站是宁启铁路上的车站，位于中华人民共和国江苏省泰州市海陵区罡杨镇、规划中的城北物流园区内，于2005年4月20日开办货运业务。车站隶属上海铁路局新长车务段管辖，为四等货运站，办理整车和集装箱货物运输，主要到发品为大米、麦芽、化肥以及集装箱。车站货场面积31000平方米，内设有货物线3条、货物站台1座，设有通往泰州石油化工有限责任公司的专用线。